# خراو
گروی (به هلندی: Grouw) یک منطقهٔ مسکونی در هلند است که در لووردن واقع شده‌است. گروی ۵٬۶۵۵ نفر جمعیت دارد.